# Grande munus
Grande munus (en español, El gran deber) es la quinta encíclica del papa León XIII, fechada el 30 de septiembre de 1880, donde elogia las virtudes de los santos Cirilo y Metodio de Tesalónica, como apóstoles de los eslavos.

## Contexto histórico
León XIII en la encíclica considera que ««»habiendo cambiado el estado de los asuntos públicos en esas regiones, nos pareció la oportunidad de satisfacer a los pueblos eslavos, por cuya seguridad y salud estamos muy preocupados». Efectivamente la situación política de Bohemia y Moravia, y su integración en la monarquía austrohúngara, se encontraba en una situación particular, 
La integración de estas regiones en el Imperio austrohúngaro estuvo desde su inicio (1867) envuelta en tensiones pues los Artículos de 1871, que dieron una mayor autonomía a esta parte del imperio, no llegaron a satisfacer a los nacionalistas checos. De hecho, se suponía que las modificaciones que contenían esos artículos deberían ser ratificadas por una Dieta conjunta de las tres coronas checas, pero la Dieta de Moravia estuvo de acuerdo solo de forma condicional, y la Dieta de Silesia rechazó rotundamente cualquier medida que implicara su pérdida de autoridad ante una Dieta general.
Esta situación tuvo su reflejo en las disputas lingüísticas entre las distintas etnias, con repercusión también en la vida religiosa: sobre esta cuestión se pronunció León XIII en su encíclica Reputantibus en la que pedía a los obispos de esas regiones que exhortasen a sus fieles para mantener la unidad por encima de la diferencia de lenguas.
Durante los últimos años del Imperio austrohúngaro, por parte del nacionalismo checo se presentaba a la Iglesia católica como un adversario de la nación checa; una actitud que puede explicar el alejamiento por parte del pueblo de la práctica religiosa, una cuestión a la que el papa en 1902 le dedicó su encíclica Quae ad Nos.

## Contenido de la encíclica
Grande munus christiani nominis propagandi, beato Petro principi Apostolorum eiusque Successoribus singulari modo demandatum, Romanos Pontifices impulit ut sacri Evangelii nuntios ad varias orbis terrarum gentes diversis temporibus mittendos curarent, prout res et consilia miserentis Dei postulare viderentur.
El gran deber de difundir el nombre cristiano, encomendada de modo particular al Beato Pedro, Príncipe de los Apóstoles, y a sus sucesores, impulsó a los Romanos Pontífices a enviar heraldos del Santo Evangelio en diferentes tiempos a los diversos pueblos de la tierra, tal como fue requerido por las circunstancias y por la voluntad del Dios misericordioso.

Tras enunciar cómo ese deber del romano pontífice de propagar el evangelio lo ha hecho a lo largo del tiempo encomendando esa misión a personas concretas, se refiere a algunos de esos enviados -Agustín a los ingleses, Patricio a los irlandeses, Bonifacio a los alemanes, Wilebrordo a los frisios, bátavos y belgas-, como encomendó a Cirilo y Metodio, hombres santísimos, llevar la luz del evangelio a los eslavos.
Explica a continuación la encíclica la veneración que siempre profesaron los eslavos a estos santos; cómo Pío IX, otorgó a los católicos de Bohemia, Moravia y Croacia, la celebración de su fiesta con oficio propio el 5 de julio; recuerda también que ya en los años del Concilio Vaticano I muchos obispos le rogaron que extendiese esa fiesta a la toda la Iglesia. El papa considera que el estado de los asuntos públicos en esas regiones hace que sea el momento de acoger esas peticiones y extender y aumentar el culto de esos santos; y para que se entienda más claramente los motivos por los que deben ser honrados, expone brevemente su historia.

### La primera evangelización de los eslavos
Refiere así como los dos hermanos, nacidos en Tesalónica, se trasladaron Constantinopla donde aprendieron con gran aprovechamiento las ciencias humanas, hasta el punto de que a Cirilo se le dio el título de Filósofo. Metodio se hizo monje, y Cirilo recibió el encargo imperial de evangelizar en Crimea a los jázaros. Concluida su misión regresó a Constantinopla he ingresó en el mismo monasterio donde estaba su hermano. La labor realizada entre los jázaros fue conocida el príncipe de Moravia, que pidió al emperador de Oriente, que enviase a algunos que pudiese evangelizar a su pueblo; una tarea que se encomendó a estos dos hermanos.
El conocimiento de la lengua eslava, y la traducción que hizo a este idioma de los Libros Sagrados, supuso una gran ayuda para la evangelización de los eslavos. La fama de la labor realizada en esas regiones llegó a Roma y el papa Nicolás II, les pidió que viniesen a Roma, lo que hicieron llevando las reliquias de San Clemente. Recibidos con todo honor por el papa Adriano II, que había sucedido a Nicolás tras su fallecimiento, esas reliquias fueron depositadas en la Basílica de San Clemente.
Recibieron del papa la consagración episcopal, y algunos de sus discípulos ordenados sacerdotes: Estando en Roma el 14 de febrero de 969 falleció Cirilo, siendo depositados sus restos en la basílica de San Clemente, cerca de las cenizas de este santo que él mismo había traído a Roma. Metodio fue enviado a Moravia para ejercer allí los oficios de obispo. Con caridad y fortaleza cumplió con su oficio, lo que le hizo corregir al príncipe Suentopolo por su vida licenciosa, e incluso castigarlo apartándolo de los sacramentos. Esto le valió el destierro, aunque después de un corto tiempo, con sus exhortaciones consiguió el arrepentimiento del príncipe. La caridad pastoral de Metodio superó las fronteras de Moravia, que ya había llegado en tiempo de Cirilo a los croatas y serbios, alcanzó ahora a los húngaros, con su príncipe Cocelo; a los búlgaros, con su rey Bogoris; y los dálmatas.

### Uso de la lengua eslava en la liturgia
Algunos miembros de la comunidad cristiana, envidiosos ante los hechos y virtudes de Metodio, llevaron hasta el papa, Juan VIII, la acusación de que desconfiaba de la fe y violaba la tradición de los antiguos, por no limitarse a utilizar como estos el latín o el griego. El papa le mandó ir a Roma para defenderse de esa acusación, lo que hizo a satisfacción del papa, que entendió además las razones por las que utilizaba en la liturgia la lengua eslava; cuestión que fue aprobada por el Pontífice, confiriéndole el potestad arzobispal, y su misión en Eslavonia. Metodio continuó en su tarea evangelizadora, introduciendo el cristianismo en Polonia, donde fundó la sede episcopal de Leópolis, llegando, según se cuenta a Rusia, donde fundaría la sede episcopal de Kiev. Al regreso a Moravia, sintiendo la muerte próxima, eligió a su sucesor; siendo muy  honrado en su funeral.

### Continua solicitud de los Romanos Pontífices con los pueblos eslavos
Tras haber presentado esa síntesis biográfica de estos dos santos, el papa León XIII, recuerda la solicitud que la Santa Sede ha tenido desde entonces con los pueblos eslavos, recogiendo de un modo sumario las principales muestras de ese cuidado, desde la aprobación del uso del eslavo en la liturgia por Juan VIII, confirmada después de alguna vicisitudes por Benedicto XIV en 1754, hasta el cuidado con el que, después del cisma de Oriente, Inocencio III reconciliase a los búlgaros con la Iglesia católica, tarea continuada por Gregorio IX, de Inocencio IV, de Nicolás IV, de Eugenio IV; el esfuerzo de Inocencio III e Inocencio IV, por mantener en la fe a los pueblos de Bosnia y Herzegovina.

### Su fiesta extendida a toda la Iglesia
De acuerdo con lo ya anunciado, el papa incluye en la encíclica lo siguiente:

Por eso ordenamos que el 5 de julio, día establecido por Pío IX de feliz memoria, se inserte en el Calendario Romano y el de la Iglesia universal y la fiesta de los Santos Cirilo y Metodio se celebre cada año con Oficio y Misa propios, de doble rito menor, tal como fue aprobado por la Sagrada Congregación de Ritos.

Dirigiéndose a los obispos destinatarios de la encíclica le pide que cuiden su publicación; cuiden el cumplimiento de estas prescripciones; y exhorten los fieles para que pidan a estos santos su protección de los cristianos en todo Oriente: constancia en los católicos y el propósito de reconciliación con la verdadera iglesia para los disidentes.

## Santos Cirilo y Metodio copatronos de Europa
Juan Pablo II, mediante la carta apostólica Egregiae virtutis, del 31 de diciembre de 1980, proclamó a los santos Cirilo y Metodio copatronos de Europa, posteriormente el 2 de junio de 1985, en la encíclica Slavorum Apostoli, hacía memoria de la obra evangelizadora de estos santos, y recordaba los principales documentos pontificios relacionados con esa evangelización:
- Juan VIII, Carta apostólica Industriae tuae,[8] del año 880 mediante la que aprobó el uso de la lengua eslava en la liturgia traducida por estos dos santos hermanos
- León XIII, Encíclica Grande munus,[9] del 30 de septiembre de 1880
- Pío XI, Carta Quod S. Ciryllum,[10] del 13 de febrero de 1927, a los Arzobispos y Obispos del Reino de los Servios-Croatas-Eslovenos y de la República Checoeslovaca.
- Juan XXIII, Carta Apostólica  Magnifici eventus,[11] del 11 de mayo de 1963, a los Obispos de las Naciones Eslavas: AAS 55 (1963), pp. 434-439;
- Pablo VI, Carta Apostólica  Antiquae nobilitatis,[12] del 2 de febrero de 1969, con ocasión del XI centenario de la muerte de san Cirilo: AAS 61 (1969), pp. 137-149.